# Lew Rush
Lewis "Lew" Rush (Victoria, Colúmbia Britànica, 12 de setembre de 1912 - ?) fou un ciclista canadenc, professional des del 1932 fins al 1936. Va participar en els Jocs Olímpics d'estiu de 1932.

## Palmarès
- 1934
  - 1r als Sis dies de Los Angeles (amb Eddy Testa)
- 1936
  - 1r als Sis dies d'Oakland (amb George Dempsey)